# Territoris dels Estats Units
Els territoris dels Estats Units són divisions administratives governades o supervisades pel govern federal dels Estats Units, a diferència dels estats dels Estats Units que comparteixen la sobirania amb el govern federal. Els cinc territoris principals gaudeixen d'autogovern i elegeixen governadors locals i membres d'un cos legislatiu. Cada territori també elegeix un membre sense vot de la Cambra de Representants, conegut com a delegat, o en el cas de Puerto Rico, com a comissionat resident.
Històricament, els territoris es creaven per a governar territoris recentment adquirits dels Estats Units. La majoria dels territoris eventualment van accedir a l'estatus d'estat. Altres territoris administrats pels Estats Units es van independitzar, com és el cas de les Filipines, Micronèsia, les illes Marshall i República de Palau. Els últims tres van accedir a la independència mitjançant el Tractat de Lliure Associació que atorga als Estats Units autoritat completa sobre l'ajut i la defensa a canvi de l'accés a la Seguretat Social dels Estats Units i altres serveis de govern com la Comissió Federal de Comunicacions i el Servei Postal dels Estats Units. Els ciutadans dels països del Tractat de Lliure Associació gaudeixen del dret a treballar lliurement als Estats Units i viceversa.
Actualment, hi ha setze territoris dels Estats Units, sis dels quals són habitats de manera permanent: Puerto Rico, Guam, Illes Mariannes Septentrionals, Illes Verges Nord-americanes, illes Wake, i Samoa Nord-americana. Deu territoris són illes petites, atols i esculls al Mar Carib i l'oceà Pacífic sense població nativa o permanent: Atol Palmyra, illa Baker, illa Howland, illa Jarvis, atol Johnston, escull Kingman, illa Wake, illes Midway, illa Navassa i l'illa Serranilla. El Bajo Nuevo o les illes Petrel són administrades per Colòmbia però reclamades pels Estats Units sota l'Acta d'Illes Guaneras

Estats Units d'Amèrica
Territoris no incorporats i organitzats
Commonwealths (territoris no incorporats i organitzats)
Territoris no incorporats i no organitzats
Territoris incorporats i no organitzats

Hi ha dues formes de classificar els territoris: si són incorporats o no, i si tenen una forma organitzada de govern definida en una Acta Orgànica aprovada pel Congrés dels Estats Units. La majoria dels territoris incorporats i organitzats dels Estats Units van existir entre 1789 i 1959 (els primers van ser el Territori del Nord-oest i el Territori del Sud-oest, i els últims van ser el territori d'Alaska i el territori de Hawaii).